# Bateau dans l'Égypte antique
L'Égypte pharaonique est une civilisation fluviale dont le Nil est le centre économique, culturel et spirituel. Que ce soit pour le loisir, la pêche, le commerce, la guerre, dans le ciel ou dans l'au-delà, les bateaux sont omniprésents dans la culture égyptienne antique.

## Évolution
Bien qu'il existe un modèle de pirogue monoxyle (sculpté d'une seule pièce dans un tronc d'arbre) trouvé en Égypte et datant du milieu du deuxième millénaire avant notre ère (Petrie Museum, University College, Londres, L. Basch, n° 90), on pense que le bois permettant la construction de ces embarcations n'était pas, ou peu, disponible en Égypte. C'est donc en papyrus, que les Égyptiens fabriquaient leurs esquifs pour la pêche et les petites barques de transports.
Bien avant la période prédynastique, les Égyptiens savaient non seulement construire ces embarcations de papyrus, mais également des navires polyxyles (monoxyle assemblé) qui supportaient des cabines et étaient propulsés par plusieurs paires de rameurs.
C'est ainsi que lors de l'Ancien Empire, les Égyptiens avaient déjà une parfaite maîtrise de la construction des voiliers, dont on a retrouvé un exemplaire remarquable, la célèbre barque solaire du pharaon Khéops, devant la grande pyramide de Gizeh. La barque, en bois de cèdre, à bordage cousu, mesure 43,5 mètres de long, sa proue s'élève à cinq mètres et sa poupe à sept mètres. Si cette barque est un outil de culte funéraire, il est évident qu'elle a été construite par simple copie des techniques alors maîtrisées par les Égyptiens. Selon les dernières études réalisées, il semble très probable que ce voilier ait été théoriquement capable de remonter au vent, et de naviguer en haute mer, mais la démonstration grandeur nature reste à faire.
Avant Khéops, son père Snéfrou avait déjà appelé Louanges des Deux Terres un bateau qui a été le premier à porter un nom.
Ce n'est qu'à partir du VIe siècle avant notre ère que la construction navale égyptienne connut une réelle évolution sous l'influence des Phéniciens et l'ouverture du pays à la navigation en mer Méditerranée et en mer Rouge.

## Différents navires

### Barques et bateaux
| d · p · t | P1 |

| d · p · t | P1 |

Cette écriture est attestée dans les textes des sarcophages, CT VI, 10f.
| D46 | Q3 | G43 · X1 | P1 |

| D46 | Q3 | G43 · X1 | P1 |

Écriture au pluriel dans le conte du paysan, B2 102-103.
| N29 | G1 | N29 | G1 | Z7 | P1 |

| N29 | G1 | N29 | G1 | Z7 | P1 |

Écriture relevée sur le papyrus Westcar.
| N29 | G1 | N29 | G1 | G43 | P1 | N35 | D36 · D21 · D21 | M17 | M17 | X1 · O1 |

| N29 | G1 | N29 | G1 | G43 | P1 | N35 | D36 · D21 · D21 | M17 | M17 | X1 · O1 |

Pour les promenades, la chasse et la pêche dans les lacs et les marais, les Égyptiens utilisaient des petites embarcations de papyrus.
Pour le commerce, les Égyptiens utilisaient des navires à voiles trapézoïdales (comme les felouques contemporaines) dont le mât était généralement fait de pin du Liban. Aux époques prospères, les navires marchands étaient très nombreux et les grandes flottes pouvaient compter près de mille navires fluviaux et maritimes.
Pour le transport des pierres dont les obélisques, les Égyptiens utilisaient d'énormes barges pouvant supporter plusieurs centaines de tonnes.
Voir aussi : Dahabieh.

### Barques sacrées
| R8 | D46 · Q3 · X1 | P3 |

| R8 | D46 · Q3 · X1 | P3 |

| R8 | D46 · Q3 · X1 | P3 |

| R8 | D46 · Q3 · X1 | P3 |

| G43 | M17 | G1 | P3 |

| G43 | M17 | G1 | P3 |

| G43 | M17 | G1 | P3 |

| G43 | M17 | G1 | P3 |

On peut dégager deux types de barques sacrées : celles liés au culte solaire et celles liées au culte funéraire.

#### Barques solaires
La barque solaire est un objet symbolique de la mythologie égyptienne lié au cycle journalier du soleil et au démiurge qui lui est associé, Rê. Il existe en fait deux barques solaires :
- la barque solaire du matin

| m | a · n | D | i | i | t · P3 |

| m | a · n | D | i | i | t · P3 |

La barque Mândjyt est pour les douze heures du jour.
- la barque solaire du soir

| m | sk | t · t · P3 |

| m | sk | t · t · P3 |

La barque Mésektet est pour les douze heures de la nuit.

#### Barques funéraires
| n · S | m&t | P3 |

| n · S | m&t | P3 |

La barque Néchémet est la barque sacrée du dieu Osiris en Abydos. D'après la stèle d'Ikher-nefret (gardien du sceau royal et préposé au trésor sous Sésostris III, XIIe dynastie), la barque faisait une sortie lors de la « fête d'Osiris ».
| V28 | U8 · N35 | W24 | G43 | P60B |

| V28 | U8 · N35 | W24 | G43 | P60B |

La barque Henou est la barque sacrée du dieu Sokar.
La barque Sekhen.

## Galerie photographique

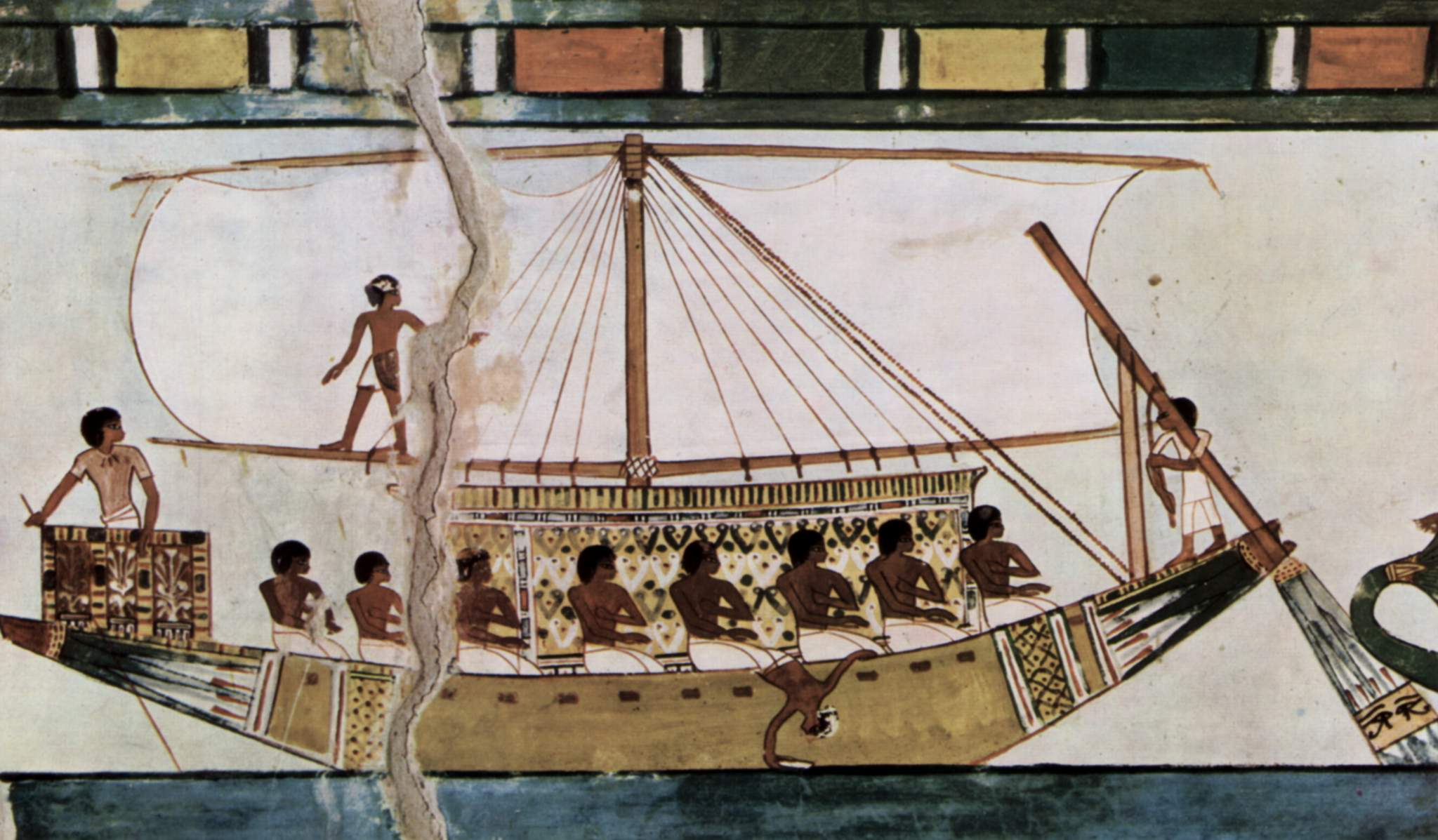
Voyage vers Abydos - Tombeau de Menna.
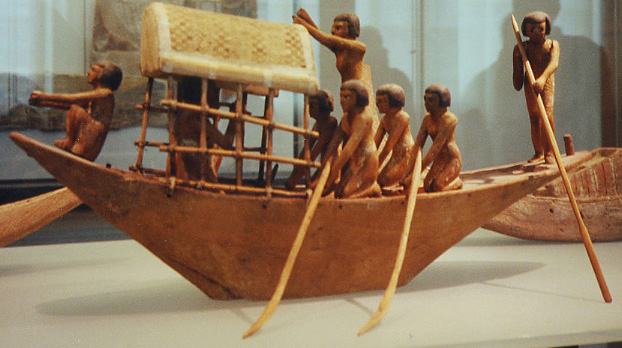
Modèle de bateau en bois stuqué et peint (Moyen Empire).
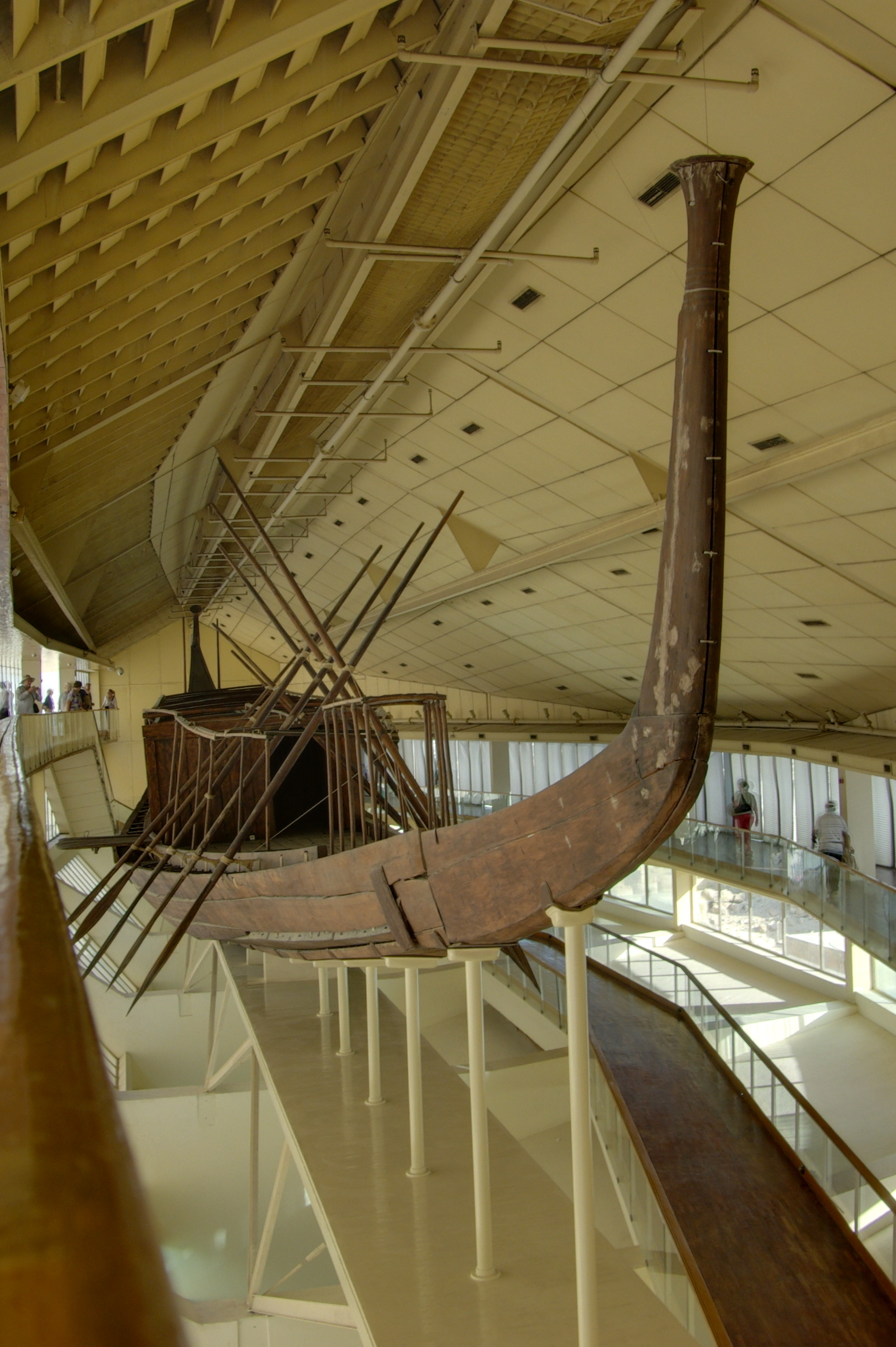
Barque solaire de Khéops.
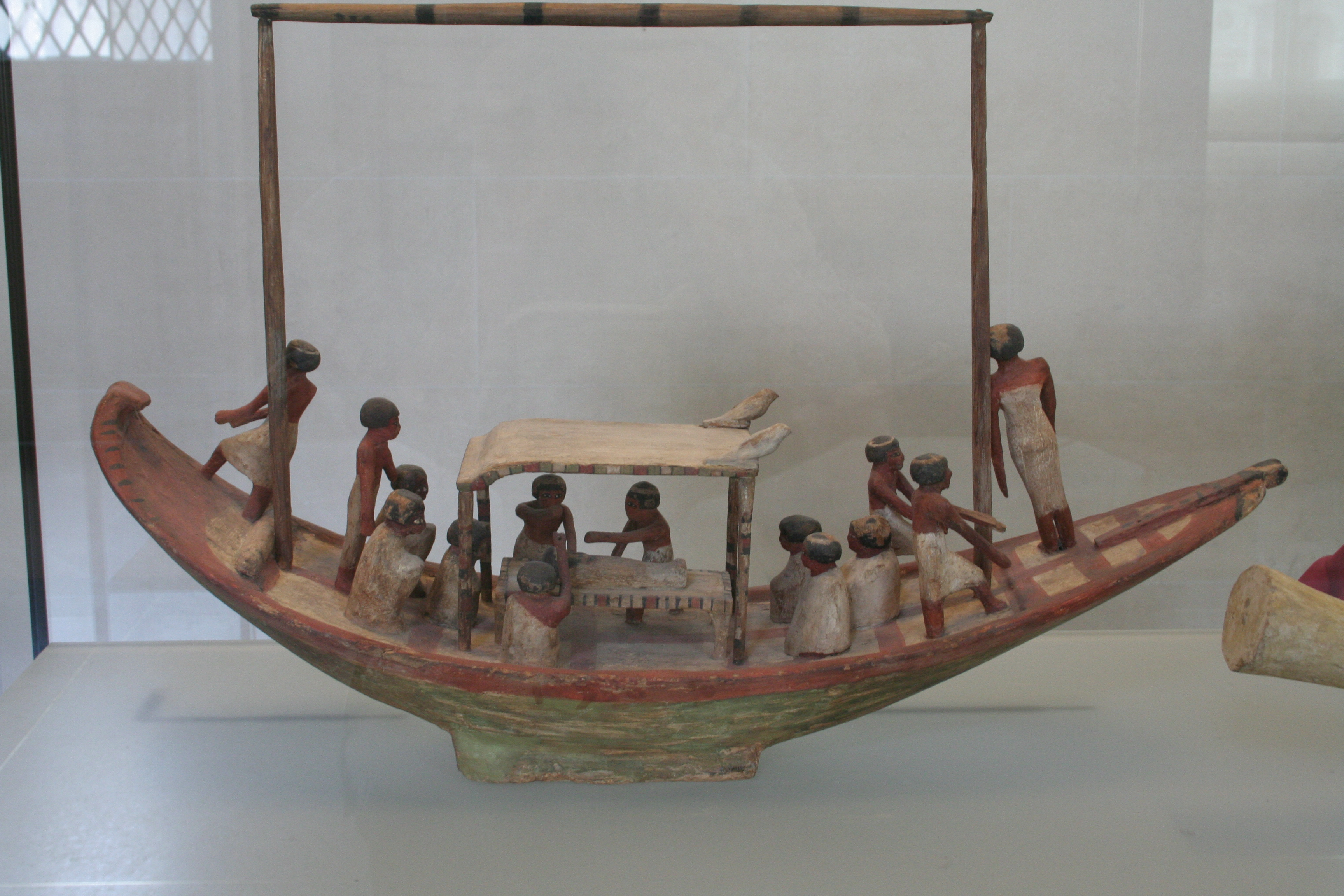
Modèle de bateau polychrome (Moyen Empire) (vers -2000).